# Félix Borja
Félix Alexander Borja Valencia (* 2. April 1983 in San Lorenzo, Esmeraldas), Spitzname Canguro („das Känguru“), ist ein ecuadorianischer ehemaliger Fußballspieler.

## Vereinsfußball
Borja spielte in der Jugend von CD El Nacional aus der ecuadorianischen Hauptstadt Quito und kam 2001 zum ersten Mal in der ersten Mannschaft zum Einsatz, die im selben Jahr Vizemeister wurde. Vier Tore erzielte der sprungkräftige und kopfballstarke Stürmer bei seinen ersten sechs Einsätzen. Danach gehörte er jahrelang zur Stammformation; 2005 gewann er mit der Mannschaft das Ligafinale und damit die Meisterschaft. 26 Tore erzielte er in seinem bislang erfolgreichsten Jahr und war damit zweitbester Torschütze der Liga insgesamt und mit 21 Toren Torschützenkönig der Apertura-Saison.
Zur Saison 2006/07 wechselte er zu Olympiakos Piräus in die erste griechische Liga, bei denen er in 38 Einsätzen sieben Tore erzielte. Nachdem dort der argentinische Stürmer Cristian Raúl Ledesma verpflichtet worden war, wechselte Borja zunächst auf Leihbasis im August 2007 zum 1. FSV Mainz 05. Im Januar 2008 wechselte er komplett und wurde bis 2011 gebunden. Nachdem er bei Mainz 05 vor der Saison aussortiert worden war und für die Saison 2010/11 keine Rückennummer erhalten hatte, trainierte er mit der zweiten Mannschaft. In der Winterpause wechselte er nach einem halben Jahr ohne Spielpraxis zum mexikanischen Erstligisten Puebla FC. Dort erhielt er ab 2011 einen Halbjahresvertrag.
Nach Ablauf seines Vertrages wechselte er zum Ligakonkurrenten CF Pachuca. Bis zum Karriereende 2018 folgten weitere Stationen in Peru, Hongkong und wieder in der Heimat.

## Nationalmannschaft
Für sein Heimatland Ecuador spielt Félix Borja schon seit der U17, nahm 2001 an der Junioren-WM teil und wurde im selben Jahr bereits für die A-Nationalmannschaft nominiert. Danach stand er noch mehrfach im Kader, aber erst am 17. August 2005 gab er sein Debüt auf dem Platz und spielte auch in den weiteren Spielen in der Vorbereitung auf die Fußball-Weltmeisterschaft 2006 in Deutschland. Er stand im Aufgebot Ecuadors für die Weltmeisterschaft und spielte die erste Halbzeit im dritten Gruppenspiel gegen Deutschland. Er nahm ebenfalls am Turnier um die Copa América 2007 teil.

## Titel und Erfolge
- Griechischer Meister 2006/07
- Ecuadorianischer Meister: 2005 – Liguilla Final
- Ecuadorianischer Vize-Meister: 2001